# چارلی کلاوسر
چارلی کلاوسر (انگلیسی: Charlie Clouser؛ زاده ۲۸ ژوئن ۱۹۶۳) یک موسیقی‌دان اهل ایالات متحده آمریکا است.
از شناخته ترین کارهای وی ، موسیقی متن سری فیلمهای اره می باشد